# 杰弗里·霍尔
杰弗里·康納·霍尔（英語：Jeffrey Connor Hall，1945年5月3日—），出生于纽约布鲁克林，美国遗传学家。於1971年获得西雅图华盛顿大学遗传学博士学位，於1974年成为布兰戴斯大学教员。於2013年获得邵逸夫生命科学及医学奖，後再於2017年與同屬美國籍的迈克尔·罗斯巴什和迈克尔·扬共同獲得諾貝爾生理學或醫學獎。1984年他和迈克尔·罗斯巴什的研究小组克隆了果蝇的周期基因，这个基因能够调节果蝇的生物钟。他们还揭示出该基因所编码的信使核糖核酸和蛋白质含量随昼夜节律而变化。

## 生平
霍尔出生于纽约布魯克林，其父是美联社记者，在华盛顿特区工作，霍尔的童年和青年时期就是在那儿的市郊度过。他的父親 Joseph W. Hall影響他極深，並鼓勵他閱讀報紙上的近期事件。他在中学时代成绩不错，但并非特异。1963年进入阿默斯特学院 Amherst College ，本打算学医，后發現他的興趣在生物學。為了獲得正式研究經驗，师从一位果蝇遗传学家菲利普·艾夫斯 Philip Ives。艾夫斯教导霍尔要爱这些小生物，他在其下花了一年做分析影响果蝇重组和诱导染色体易位的化学诱变剂的实验，认识到自己对基础生物学更感兴趣。实验的结果不错，1967年他被推薦进入西雅圖华盛顿大学继续果蝇遗传学的研究。
1967年他到华盛顿大学念研究所，先是加入了劳伦斯·桑德勒 Lawrence Sandler 的果蝇实验室，与桑德勒一起分析果蝇体内受时间控制的酶的变化，關注减数分裂中染色体行为的遗传控制。1969年获理学士学位，1971年获博士学位，博士论文是关于硬核果蝇遗传学。他被招入系主任赫歇尔·罗曼 Hershel Roman 的办公室，並推薦霍尔给加州理工学院的西摩·本泽Seymour Benzer 做博士后研究。本泽在自己的实验室给了他一个位置。本泽实验室的气氛十分轻松，他推荐霍尔与道格·肯德尔合作，后者关于果蝇的知识给霍尔不少帮助。霍尔与肯德尔在兩個研究中合作得不错，但没有发表论文。在霍尔第三年的博士後研究生涯中，罗曼聯絡霍尔討論關於教員職位。
1974年，他回到马萨诸塞，成为布兰代斯大学生物學助理教授。他于2001年被选入美国文理科学院，2003年被选入美国国家科学院并获美国遗传学会勋章。2002年开始，霍尔在缅因大学教授生物学，2004到2012年兼任教授。在一次造访了南北战争的战场之后，他对历史的兴趣激增，并于2003年出版过一本关于葛底斯堡战役的专书。
因为周期基因方面的工作，霍尔于2009年获格鲁伯神经科学奖，2011年获路易莎·格罗斯·霍维茨奖，2012年获盖尔德纳国际奖。

## 科学研究
在布兰代斯，他的团队一开始关注的是生殖生物学和神经化学物质的研究。在加州时他就曾与肯德尔培养两性嵌合体神经细胞，再通过染色将两种性别的细胞分离，肯德尔建议分离前先检查有这样细胞的果蝇的求偶歌是雄性还是雌性。霍尔延续了这个思路，得以将求偶行为与神经系统不同区域对应，并看出这项研究会有更大意义。1970年代中期开始，霍尔与慕尼黑大学的弗洛里安·冯·席尔歇探讨求果蝇偶歌性质与遗传性别的关联。他将培养的果蝇嵌合体寄给席尔歇，后者记录求偶歌的特征。这有助于他们绘制果蝇神经区域的图像，并探明求偶歌的各种规则。
1970年代末期，来自英格兰的巴姆博斯·基里亚乔加入了霍尔实验室，基里亚乔发现了求偶歌的节律性，霍尔建议他检查突变的基因会否改变求偶歌的周期。他们发现周期基因发生突变的果蝇不仅昼夜节律被改变，求偶歌的节奏也被改变了。1984年，他与迈克尔·罗斯巴什的团队成功找到并分离了该基因。此前科学界主要从器官和组织上研究昼夜节律，而很少做遗传学上的探讨，霍尔等人的工作使该领域的遗传研究进入了学界的视野。他们得以进一步理解果蝇大脑中节律细胞的角色，以及周期基因所产生的蛋白质在其中的变动。随后几年的研究显示人类中也有相应的基因。
1970年代末至1990年代初，霍尔的团队从行为遗传学和解剖学角度研究了无后基因，1990年代中期与俄勒冈州立大学的芭芭拉·泰勒合作克隆了该基因。研究表明该基因在果蝇的求偶行为中起到了重要的调节作用，几乎控制了雄性求偶的各个环节。